# Puchar Polski w piłce nożnej (2012/2013)
Puchar Polski w piłce nożnej mężczyzn 2012/2013 – 59. edycja rozgrywek mających na celu wyłonienie zdobywcy Pucharu Polski, który uzyska tym samym prawo gry w kwalifikacjach Ligi Europy UEFA sezonu 2013/2014. W finale odbyły się dwa mecze w dniach 2 i 8 maja 2013. Gospodarzem pierwszego był zwycięzca pierwszej pary półfinałowej. Ostatecznie puchar zdobyła drużyna Legii Warszawa, pokonując w dwumeczu Śląsk Wrocław 2:1.

## Uczestnicy
Udział w rozgrywkach Pucharu Polski na szczeblu centralnym i regionalnym miały obowiązek wziąć drużyny występujące na sześciu najwyższych poziomach ligowych (od Ekstraklasy do klasy okręgowej), zaś zespoły klasy A mogły ubiegać się o zwolnienie ze startu w turnieju w wojewódzkich związkach piłki nożnej. Pozostałe drużyny mogły zgłosić się do Pucharu Polski na zasadzie dobrowolności.
| Ekstraklasa 2011/2012 16 drużyn | I liga 2011/2012 18 drużyn | II liga 2011/2012 31 drużyn | II liga 2011/2012 31 drużyn | 16 zdobywców pucharów wojewódzkich |
| - Śląsk Wrocław - Ruch Chorzów - Legia Warszawa - Lech Poznań - Korona Kielce - Polonia Warszawa - Wisła Kraków - Górnik Zabrze - Zagłębie Lubin - Jagiellonia Białystok - Widzew Łódź - Podbeskidzie Bielsko-Biała - Lechia Gdańsk - GKS Bełchatów - Cracovia - ŁKS Łódź | - Piast Gliwice - Pogoń Szczecin - Zawisza Bydgoszcz - Kolejarz Stróże - Termalica Bruk-Bet Nieciecza - GKS Bogdanka - Arka Gdynia - Flota Świnoujście - Ruch Radzionków1 - Warta Poznań - Olimpia Grudziądz - Sandecja Nowy Sącz - GKS Katowice - Dolcan Ząbki - Polonia Bytom - Wisła Płock - KS Polkowice - Olimpia Elbląg | - Okocimski KS Brzesko - Stomil Olsztyn - Puszcza Niepołomice - Znicz Pruszków - Motor Lublin - Resovia - Stal Stalowa Wola2 - Wisła Puławy - Pogoń Siedlce - Świt Nowy Dwór Mazowiecki - Stal Rzeszów - Wigry Suwałki - Garbarnia Kraków - Pelikan Łowicz - Jeziorak Iława - KSZO Ostrowiec Świętokrzyski3 - Sokół Sokółka | - Miedź Legnica - GKS Tychy - Bytovia Bytów - Jarota Jarocin - Ruch Zdzieszowice - Górnik Wałbrzych - Elana Toruń - Chrobry Głogów - Chojniczanka Chojnice - MKS Kluczbork - Raków Częstochowa - Czarni Żagań4 - Energetyk ROW Rybnik - Zagłębie Sosnowiec - Tur Turek - Calisia Kalisz5 - Nielba Wągrowiec - Bałtyk Gdynia | - LZS Stary Śleszów (dolnośląskie) - Cuiavia Inowrocław (kujawsko-pomorskie) - GKS II Bogdanka (lubelskie) - Lechia Zielona Góra (lubuskie) - Sokół Aleksandrów Łódzki (łódzkie) - Limanovia Limanowa (małopolskie) - Legia II Warszawa (mazowieckie) - Odra Wodzisław Śląski (opolskie)6 - Piast Tuczempy (podkarpackie) - ŁKS 1926 Łomża (podlaskie) - Kaszubia Kościerzyna (pomorskie) - Polonia Łaziska Górne (śląskie) - Łysica II Bodzentyn (świętokrzyskie) - Stomil Olsztyn (warmińsko-mazurskie) - Fogo Luboń (wielkopolskie) - Kotwica Kołobrzeg (zachodniopomorskie) |

Objaśnienia:
1. Ruch Radzionków wycofał się z turnieju[1].
2. Stal Stalowa Wola wycofała się z turnieju[2].
3. KSZO Ostrowiec Świętokrzyski wycofał się z turnieju[3].
4. Czarni Żagań wycofali się z turnieju[4]
5. Calisia Kalisz wycofała się z turnieju[5].
6. Puchar Polski na szczeblu Opolskiego ZPN zdobyła Odra Wodzisław Śląski, która w trakcie sezonu 2011/2012 połączyła się ze Startem Bogdanowice.

## Zasady losowania
- Runda przedwstępna: utworzono 26 par, w których rywalizowało 16 zwycięzców pucharów na szczeblu regionalnym oraz 35 drużyn II ligi 2010/2011 (jedna z drużyn otrzymała wolny los); gospodarzami jedynego meczu były drużyny grające w niższej klasie rozgrywkowej w dniu losowania (w przypadku, gdy w jednej parze rywalizowały drużyny z jednego szczebla ligowego, o miejscu rozegrania meczu decydowało dodatkowe losowanie);
- Runda wstępna: w 14 parach rywalizowało 26 zwycięzców rundy przedwstępnej, przy czym 2 drużyny otrzymały wolny los; gospodarzami jedynego meczu były drużyny grające w niższej klasie rozgrywkowej w dniu losowania (w przypadku, gdy w jednej parze rywalizowały drużyny z jednego szczebla ligowego, o miejscu rozegrania meczu decydowało losowanie);
- I runda: w 14 parach rywalizowało 14 zwycięzców rundy wstępnej i 14 drużyn I ligi 2011/2012, w 2 kolejnych parach – dalsze 4 drużyny z I ligi 2011/2012; gospodarzami jedynego meczu byli zwycięzcy rundy wstępnej (w przypadku par, w których rywalizowały wyłącznie drużyny z I ligi 2011/2012, o miejscu rozegrania meczu decydowało losowanie);
- 1/16 finału: w 16 parach rywalizowali ze sobą zwycięzcy I rundy i 16 drużyn Ekstraklasy 2011/2012; gospodarzami jedynego meczu byli zwycięzcy I rundy;
- 1/8 finału: w 8 parach rywalizują ze sobą zwycięzcy 1/16 finału; gospodarzami jedynego meczu są drużyny grające w niższej klasie rozgrywkowej w dniu losowania;
- Ćwierćfinał i półfinał: rundy przeprowadzane zostaną w dwumeczach; gospodarzy pierwszego spotkania wyłoni losowanie;
- Finał: dwumecz rozgrywany na boiskach zakwalifikowanych drużyn

## Terminarz
| Runda              | Data losowania       | Data pierwszego meczu             | Data drugiego meczu        | Uwagi                                                                         |
| ------------------ | -------------------- | --------------------------------- | -------------------------- | ----------------------------------------------------------------------------- |
| Runda przedwstępna | 18 czerwca 2012      | 18 lipca 2012                     | nie rozgrywano             | Udział rozpoczęli zwycięzcy pucharów regionalnych i drużyny II ligi 2011/2012 |
| Runda wstępna      | 18 czerwca 2012      | 25 lipca 2012                     | nie rozgrywano             |                                                                               |
| I runda            | 26 lipca 2012        | 1 sierpnia 2012                   | nie rozgrywano             | Udział rozpoczęły drużyny I ligi 2011/2012                                    |
| 1/16 finału        | 26 lipca 2012        | 4, 5, 11 i 12 sierpnia 2012       | nie rozgrywano             | Udział rozpoczęły drużyny Ekstraklasy 2011/2012                               |
| 1/8 finału         | 21 sierpnia 2012     | 26 września i 3 października 2012 | nie rozgrywano             |                                                                               |
| Ćwierćfinał        | 24 października 2012 | 26, 27 i 28 lutego 2013           | 12, 13, 26 i 27 marca 2013 |                                                                               |
| Półfinał           | 14 marca 2013        | 10 kwietnia 2013                  | 17 kwietnia 2013           |                                                                               |
| Finał              | nie odbywa się       | 2 maja 2013                       | 8 maja 2013                |                                                                               |

## Runda przedwstępna
Mecz Sokół Aleksandrów Łódzki – Znicz Pruszków rozegrano w Rudzie-Bugaj, zaś spotkanie Legia II Warszawa – Motor Lublin odbył się w Sulejówku.
| Drużyna 1                | Wynik             | Drużyna 2                    |
| ------------------------ | ----------------- | ---------------------------- |
| 18 lipca 2012            |                   |                              |
| Kaszubia Kościerzyna     | 1:3 pd.           | Stomil Olsztyn               |
| Kotwica Kołobrzeg        | 2:0               | Elana Toruń                  |
| Sokół Ostróda            | 2:1               | Jeziorak Iława               |
| ŁKS 1926 Łomża           | 0:3               | Świt Nowy Dwór Mazowiecki    |
| Cuiavia Inowrocław       | 1:2               | Nielba Wągrowiec             |
| Fogo Luboń               | 3:0 wo.1          | Calisia Kalisz               |
| Lechia Zielona Góra      | 1:2               | Chrobry Głogów               |
| Sokół Aleksandrów Łódzki | 1:0               | Znicz Pruszków               |
| Legia II Warszawa        | 2:1               | Motor Lublin                 |
| GKS II Bogdanka          | 3:0 wo.2          | KSZO Ostrowiec Świętokrzyski |
| Łysica II Bodzentyn      | 3:0 wo.3          | Stal Stalowa Wola            |
| LZS Stary Śleszów        | 0:3               | Górnik Wałbrzych             |
| Odra Wodzisław Śląski    | 1:3               | GKS Tychy                    |
| Polonia Łaziska Górne    | 2:4               | Puszcza Niepołomice          |
| Limanovia Limanowa       | 2:0               | Raków Częstochowa            |
| Piast Tuczempy           | 1:1 pd. karne 1:4 | Garbarnia Kraków             |
| Bałtyk Gdynia            | 2:0               | Bytovia Bytów                |
| Miedź Legnica            | 3:0 wo.4          | Czarni Żagań                 |
| Sokół Sokółka            | 0:6               | Wigry Suwałki                |
| Chojniczanka Chojnice    | 2:2 pd. karne 5:4 | Jarota Jarocin               |
| Tur Turek                | 0:0 pd. karne 4:3 | MKS Kluczbork                |
| Ruch Zdzieszowice        | 2:0               | Energetyk ROW Rybnik         |
| Wisła Puławy             | 1:3               | Pogoń Siedlce                |
| Resovia                  | 2:3 pd.           | Okocimski KS Brzesko         |
| Zagłębie Sosnowiec       | 2:1               | Stal Rzeszów                 |
| Pelikan Łowicz           | •                 | wolny los                    |

Objaśnienia:
1. Calisia Kalisz wycofała się z turnieju[5].
2. KSZO Ostrowiec Świętokrzyski wycofał się z turnieju[3].
3. Stal Stalowa Wola wycofała się z turnieju[2].
4. Czarni Żagań wycofali się z turnieju[4].

## Runda wstępna
Mecz Legia II Warszawa – GKS II Bogdanka rozegrano w Sulejówku.
| Drużyna 1                | Wynik             | Drużyna 2                 |
| ------------------------ | ----------------- | ------------------------- |
| Stomil Olsztyn           | •                 | wolny los                 |
| Sokół Aleksandrów Łódzki | •                 | wolny los                 |
| 24 lipca 2012            |                   |                           |
| Legia II Warszawa        | 2:1               | GKS II Bogdanka           |
| 25 lipca 2012            |                   |                           |
| Kotwica Kołobrzeg        | 0:0 pd. karne 5:4 | Bałtyk Gdynia             |
| Sokół Ostróda            | 1:0               | Świt Nowy Dwór Mazowiecki |
| Fogo Luboń               | 3:1               | Nielba Wągrowiec          |
| Chrobry Głogów           | 1:2               | Miedź Legnica             |
| Łysica II Bodzentyn      | 5:1               | Pogoń Siedlce             |
| Górnik Wałbrzych         | 2:0               | GKS Tychy                 |
| Limanovia Limanowa       | 2:1               | Garbarnia Kraków          |
| Ruch Zdzieszowice        | 2:1               | Tur Turek                 |
| Wigry Suwałki            | 2:2 pd. karne 6:5 | Chojniczanka Chojnice     |
| Puszcza Niepołomice      | 2:2 pd. karne 4:5 | Okocimski KS Brzesko      |
| Pelikan Łowicz           | 3:2               | Zagłębie Sosnowiec        |

## I runda
Mecze Legia II Warszawa – KS Polkowice rozegrano w Sulejówku, a Sokół Aleksandrów Łódzki – Zawisza Bydgoszcz w Rudzie-Bugaj.
| Drużyna 1                | Wynik             | Drużyna 2                    |
| ------------------------ | ----------------- | ---------------------------- |
| 31 lipca 2012            |                   |                              |
| Pelikan Łowicz           | 2:1               | Kolejarz Stróże              |
| Okocimski KS Brzesko     | 1:1 pd. karne 4:2 | Polonia Bytom                |
| Stomil Olsztyn           | 2:3               | GKS Bogdanka                 |
| Arka Gdynia              | 0:1               | Olimpia Elbląg               |
| 1 sierpnia 2012          |                   |                              |
| Limanovia Limanowa       | 0:1               | Piast Gliwice                |
| Wigry Suwałki            | 1:2               | Termalica Bruk-Bet Nieciecza |
| Fogo Luboń               | 4:2               | GKS Katowice                 |
| Sokół Ostróda            | 3:0 wo.1          | Ruch Radzionków              |
| Miedź Legnica            | 2:1               | Dolcan Ząbki                 |
| Łysica II Bodzentyn      | 1:2               | Wisła Płock                  |
| Kotwica Kołobrzeg        | 0:4               | Warta Poznań                 |
| Ruch Zdzieszowice        | 0:5               | Flota Świnoujście            |
| Górnik Wałbrzych         | 4:1               | Sandecja Nowy Sącz           |
| Sokół Aleksandrów Łódzki | 0:5               | Zawisza Bydgoszcz            |
| Legia II Warszawa        | 2:4 pd.           | KS Polkowice                 |
| Olimpia Grudziądz        | 1:0 pd.           | Pogoń Szczecin               |

Objaśnienia:
1. Ruch Radzionków wycofał się z turnieju[1].

## 1/16 finału
| Drużyna 1                    | Wynik   | Drużyna 2                  |
| ---------------------------- | ------- | -------------------------- |
| 4 sierpnia 2012              |         |                            |
| KS Polkowice                 | 0:1     | Śląsk Wrocław              |
| 5 sierpnia 2012              |         |                            |
| Okocimski KS Brzesko         | 0:4     | Legia Warszawa             |
| 11 sierpnia 2012             |         |                            |
| Piast Gliwice                | 1:0     | Widzew Łódź                |
| Termalica Bruk-Bet Nieciecza | 0:2     | GKS Bełchatów              |
| Fogo Luboń                   | 0:5     | Wisła Kraków               |
| Sokół Ostróda                | 1:8     | Jagiellonia Białystok      |
| Wisła Płock                  | 2:4     | Zagłębie Lubin             |
| Warta Poznań                 | 1:0     | Podbeskidzie Bielsko-Biała |
| Flota Świnoujście            | 2:1     | Górnik Zabrze              |
| Górnik Wałbrzych             | 2:1     | ŁKS Łódź                   |
| Zawisza Bydgoszcz            | 0:2     | Cracovia                   |
| GKS Bogdanka                 | 1:2 pd. | Lechia Gdańsk              |
| Olimpia Elbląg               | 1:2 pd. | Korona Kielce              |
| 12 sierpnia 2012             |         |                            |
| Pelikan Łowicz               | 0:1     | Ruch Chorzów               |
| Miedź Legnica                | 1:3     | Polonia Warszawa           |
| Olimpia Grudziądz            | 2:1 pd. | Lech Poznań                |

## 1/8 finału
| Drużyna 1             | Wynik             | Drużyna 2         |
| --------------------- | ----------------- | ----------------- |
| 25 września 2012      |                   |                   |
| Warta Poznań          | 0:1               | Wisła Kraków      |
| Ruch Chorzów          | 3:1 pd.           | Korona Kielce     |
| 26 września 2012      |                   |                   |
| Piast Gliwice         | 1:2               | Legia Warszawa    |
| Śląsk Wrocław         | 3:0               | GKS Bełchatów     |
| 27 września 2012      |                   |                   |
| Górnik Wałbrzych      | 1:3 pd.           | Olimpia Grudziądz |
| 2 października 2012   |                   |                   |
| Zagłębie Lubin        | 2:1               | Polonia Warszawa  |
| 3 października 2012   |                   |                   |
| Flota Świnoujście     | 2:2 pd. karne 8:7 | Cracovia          |
| Jagiellonia Białystok | 2:2 pd. karne 5:4 | Lechia Gdańsk     |

| 25 września 2012 | Warta Poznań | 0:1   | Wisła Kraków |                                                                                   |
| 15:30 CEST       |              | (0:0) | 56' Genkow   | Stadion przy Drodze Dębińskiej, Poznań Widzów: 2500 Sędzia: Tomasz Wajda (Żywiec) |

| 25 września 2012 | Ruch Chorzów                           | 3:1 (pd.)       | Korona Kielce |                                                                         |
| 18:30 CEST       | Piech 79' · Smektała 94' · Šultes 119' | (0:0, 1:1, 2:1) | 71' Janota    | Stadion Ruchu, Chorzów Widzów: 3100 Sędzia: Krzysztof Jakubik (Siedlce) |

| 26 września 2012 | Piast Gliwice | 1:2   | Legia Warszawa               |                                                                  |
| 18:30 CEST       | Cuerda 73'    | (0:1) | 42' Kucharczyk · 60' Salinas | Stadion Miejski, Gliwice Widzów: 4522 Sędzia: Paweł Pskit (Łódź) |

| 26 września 2012 | Śląsk Wrocław                          | 3:0   | GKS Bełchatów |                                                                            |
| 20:30 CEST       | Gikiewicz 26', 42' · Cetnarski 87' (k) | (2:0) |               | Stadion Miejski, Wrocław Widzów: 19 438 Sędzia: Sebastian Jarzębak (Bytom) |

| 27 września 2012 | Górnik Wałbrzych | 1:3 (pd.)       | Olimpia Grudziądz                                 |                                                                            |
| 15:00 CEST       | Zinke 79'        | (0:0, 1:1, 1:2) | 59' Mazurkiewicz · 95' Cieśliński · 115' Frańczak | Stadion 1000-lecia, Wałbrzych Widzów: 1500 Sędzia: Rafał Rokosz (Katowice) |

| 2 października 2012 | Zagłębie Lubin                | 2:1   | Polonia Warszawa |                                                                       |
| 18:30 CEST          | Papadopulos 40' · Tunczew 53' | (1:1) | 45+2' Wszołek    | Stadion Zagłębia, Lubin Widzów: 3852 Sędzia: Tomasz Radkiewicz (Łódź) |

| 3 października 2012 | Flota Świnoujście | 2:2 (pd.)               | Cracovia                    |                                                                              |
| 15:30 CEST          | Niewiada 2', 69'  | (1:1, 2:2, 2:2, k. 8:7) | 17' Szeliga · 55' Kosanović | Stadion Miejski, Świnoujście Widzów: 1812 Sędzia: Bartosz Frankowski (Toruń) |

| 3 października 2012 | Jagiellonia Białystok     | 2:2 (pd.)               | Lechia Gdańsk                  |                                                                               |
| 18:30 CEST          | Smolarek 20' · Kupisz 32' | (2:1, 2:2, 2:2, k. 5:4) | 30' (sam.) Kupisz · 75' Traoré | Stadion Miejski, Białystok Widzów: 2437 Sędzia: Tomasz Kwiatkowski (Warszawa) |

## Ćwierćfinał
| Drużyna 1      | Wynik dwumeczu | Drużyna 2             | Pierwszy mecz | Drugi mecz |
| -------------- | -------------- | --------------------- | ------------- | ---------- |
| Legia Warszawa | 6:2            | Olimpia Grudziądz     | 4:1           | 2:1        |
| Śląsk Wrocław  | 5:2            | Flota Świnoujście     | 3:2           | 2:0        |
| Zagłębie Lubin | 2:3            | Ruch Chorzów          | 2:2           | 0:1        |
| Wisła Kraków   | 6:2            | Jagiellonia Białystok | 2:0           | 4:2        |

### Pierwsze mecze
| 26 lutego 2013 18:15 CET | Legia Warszawa · Saganowski 51', 89' · Jędrzejczyk 63' · Dwaliszwili 90+1' | 4:1(0:1) | Olimpia Grudziądz · 35' Ruszkul | Pepsi Arena, Warszawa Widzów: 11 696 Sędzia: Marcin Szrek (Kielce) |
|                          |                                                                            |          |                                 |                                                                    |

| 27 lutego 2013 17:00 CET | Śląsk Wrocław · Ostrowski 23' · Sobota 56' · Ćwielong 90+5' | 3:2(1:2) | Flota Świnoujście · 6' (k) Niedziela · 26' Bodziony | Stadion Miejski, Wrocław Widzów: 12 476 Sędzia: Robert Małek (Zabrze) |
|                          |                                                             |          |                                                     |                                                                       |

| 27 lutego 2013 18:30 CET | Zagłębie Lubin · Pawłowski 42' · Wilczek 59' | 2:2(1:1) | Ruch Chorzów · 13' Jankowski · 70' Tymiński | Stadion Zagłębia, Lubin Widzów: 5134 Sędzia: Bartosz Frankowski (Toruń) |
|                          |                                              |          |                                             |                                                                         |

| 28 lutego 2013 20:00 CET | Wisła Kraków · Boguski 39', 45+2' | 2:0(2:0) | Jagiellonia Białystok | Stadion Miejski, Kraków Widzów: 9833 Sędzia: Jarosław Rynkiewicz (Gorzów Wielkopolski) |
|                          |                                   |          |                       |                                                                                        |

### Rewanże
| 26 marca 2013 14:30 CET | Olimpia Grudziądz · Banasiak 89' | 1:2(0:0) | Legia Warszawa · 73' Dwaliszwili · 78' Saganowski | Stadion Miejski, Grudziądz Widzów: 3000 Sędzia: Tomasz Radkiewicz (Łódź) |
|                         |                                  |          |                                                   |                                                                          |

| 27 marca 2013 14:00 CET | Flota Świnoujście | 0:2(0:2) | Śląsk Wrocław · 6' Gikiewicz · 35' Sobota | Stadion Miejski, Świnoujście Widzów: 1500 Sędzia: Tomasz Garbowski (Kluczbork) |
|                         |                   |          |                                           |                                                                                |

| 13 marca 2013 18:30 CET | Ruch Chorzów · Janoszka 57' | 1:0(0:0) | Zagłębie Lubin | Stadion Ruchu, Chorzów Widzów: 4150 Sędzia: Tomasz Kwiatkowski (Warszawa) |
|                         |                             |          |                |                                                                           |

| 12 marca 2013 18:00 CET | Jagiellonia Białystok · Quintana 56', 70' | 2:4(0:2) | Wisła Kraków · 21' Burliga · 34' Boguski · 48' Sobolewski · 89' Małecki | Stadion Miejski, Białystok Widzów: 1000 Sędzia: Szymon Marciniak (Płock) |
|                         |                                           |          |                                                                         |                                                                          |

## Półfinał
| Drużyna 1     | Wynik dwumeczu | Drużyna 2      | Pierwszy mecz | Drugi mecz |
| ------------- | -------------- | -------------- | ------------- | ---------- |
| Śląsk Wrocław | 5:3            | Wisła Kraków   | 2:1           | 3:2        |
| Ruch Chorzów  | 1:2            | Legia Warszawa | 0:0           | 1:2        |

### Pierwsze mecze
| 9 kwietnia 2013 18:30 CET | Ruch Chorzów | 0:0(0:0) | Legia Warszawa | Stadion Ruchu, Chorzów Widzów: 3300 Sędzia: Bartosz Frankowski (Toruń) |
|                           |              |          |                |                                                                        |

| 10 kwietnia 2013 18:30 CET | Śląsk Wrocław · Sobota 9' · Mila 13' | 2:1(2:0) | Wisła Kraków · 50' Małecki | Stadion Miejski, Wrocław Widzów: 20 981 Sędzia: Paweł Pskit (Łódź) |
|                            |                                      |          |                            |                                                                    |

### Rewanże
| 16 kwietnia 2013 18:30 CET | Legia Warszawa · Dwaliszwili 52', 60' (k) | 2:1(0:0) | Ruch Chorzów · 55' (k) Starzyński | Pepsi Arena, Warszawa Widzów: 12 048 Sędzia: Tomasz Musiał (Kraków) |
|                            |                                           |          |                                   |                                                                     |

| 17 kwietnia 2013 18:30 CET | Wisła Kraków · Wilk 27' · Iliev 68' | 2:3(1:1) | Śląsk Wrocław · 23' Stevanovič · 54' Sobota · 80' Mila | Stadion Miejski, Kraków Widzów: 11 189 Sędzia: Paweł Raczkowski (Warszawa) |
|                            |                                     |          |                                                        |                                                                            |

## Finał
| Drużyna 1     | Wynik dwumeczu | Drużyna 2      | Pierwszy mecz | Drugi mecz |
| ------------- | -------------- | -------------- | ------------- | ---------- |
| Śląsk Wrocław | 1:2            | Legia Warszawa | 0:2           | 1:0        |

### Pierwszy mecz
| 2 maja 2013 18:30 CET | Śląsk Wrocław | 0:2Raport | Legia Warszawa · 32', 44' Saganowski | Stadion Miejski, Wrocław Widzów: 35 712 Sędzia: Szymon Marciniak (Płock) |
|                       |               |           |                                      |                                                                          |

### Rewanż
| 8 maja 2013 20:30 CET | Legia Warszawa | 0:1Raport | Śląsk Wrocław · 2' (sam.) Żewłakow | Pepsi Arena, Warszawa Widzów: 29 416 Sędzia: Paweł Gil (Lublin) |
|                       |                |           |                                    |                                                                 |

| Puchar Polski w piłce nożnej 2012/2013 Zwycięzcy |
| ------------------------------------------------ |
| Legia Warszawa 16. Tytuł                         |